# Dietrich Heinrich Ehlermann
Dietrich Heinrich Ehlermann (* circa 1771; † 17. September 1847 in Bissendorf) war ein Königlich Hannoverscher Oberkommerzienrat, Besitzer des Ritterguts Stemmen, Getreidehändler und Stärkefabrikant.

## Leben
Bereits kurz nach dem Ende der sogenannten „Franzosenzeit“ und in den frühen Jahren des Königreichs Hannover erwarb der aus Bissendorf in der Wedemark stammende Dietrich Heinrich Ehlermann im Jahr 1816 von einem Mitglied der Familie von Münchhausen das Rittergut Stemmen nebst allem Zubehör für 39.000 Taler.
1817 schenkte Ehlermann der Dorfschaft Bissendorf 400 Reichstaler zur Anstellung eines zweiten Schullehrers für die Jugend, versehen mit einer zwischen Ehlermann und dem örtlichen Pfarrer sowie den Haushaltsvorständen der Dorfgemeinschaft vereinbarten detaillierten Auflage etwa zur Speisung oder Brennstoffversorgung der Lehrer durch die Schüler und Eltern, wobei arme Kinder von "Schulgeld" und anderen Lehrerabgaben befreit sein sollten. In der Folge konnten ab 1817 zwei Lehrer in Bissendorf beschäftigt werden, 1817  an  zwei
Lehrer, „von denen der eine zugleich Küster und Organist war“.
Ebenfalls im Jahr 1818 begann Ehlermann als Montanunternehmer tätig zu werden: Am Stemmer Berg ließ er ein Bergwerk zur Förderung von Steinkohle anlegen. Bei einer ersten Probe-Schurf stießen die von Ehlermann engagierten Bergleute in 45 Metern Tiefe zwar auf ein 29 cm mächtiges und damit immerhin abbauwürdiges Kohlenflöz. Allerdings verfolgte Ehlermann den dortigen Kohlenabbau nicht weiter, erst knapp ein Jahrzehnt später begann der Abbau 1826 von Staats wegen unter Leitung des seinerzeit noch jungen Steigers namens Stopp.
Nunmehr zum Königlichen Oberkommerzienrat ernannt, konnte sich Ehlermann den Erwerbsabsichten des welfischen Königshauses hinsichtlich des Stemmer Rittergutes erfolgreich widersetzen.
In den ersten Jahren der Industrialisierung fand sich bereits 1845 ein Inserat von D. H. Ehlermann & Kuhlmann in der Hannoverschen Zeitung vom 27. November des Jahres:

„In Verbindung mit unserem Getreide-Geschäfte haben wir am hiesigen Platze eine Weizen-Stärke-Fabrik errichtet ...“

Das Adreßbuch der königlichen Haupt- und Residenzstadt Hannover für 1847 verzeichnet den Oberkommerzienrat und Inhaber einer Getreidehandlung und Stärkefabrik unter der an der Kreuzkirche Hannovers gelegenen Adresse An der Kreuzkirche 8, dieselbe Adresse wie die des in der Firma genannten Mitinhabers Diedrich Heinrich Kuhlmann.
Nachdem Dietrich Heinrich Ehlermann jedoch im September 1847 gestorben war, kündigte Kuhlmann in der Deutschen Allgemeinen Zeitung die „in Gemeinschaft mit den Erben des Verstorbenen“ abgesprochene Liquidation des Unternehmens an, um zum Folgetag, den 28. November 1847, die alleinige Inhaberschaft der unter der Firma D. H. Ehlermann & Kuhlmann fortgeführten Getreide- und Stärkefabrik zu annoncieren.